# Ollantaytambo

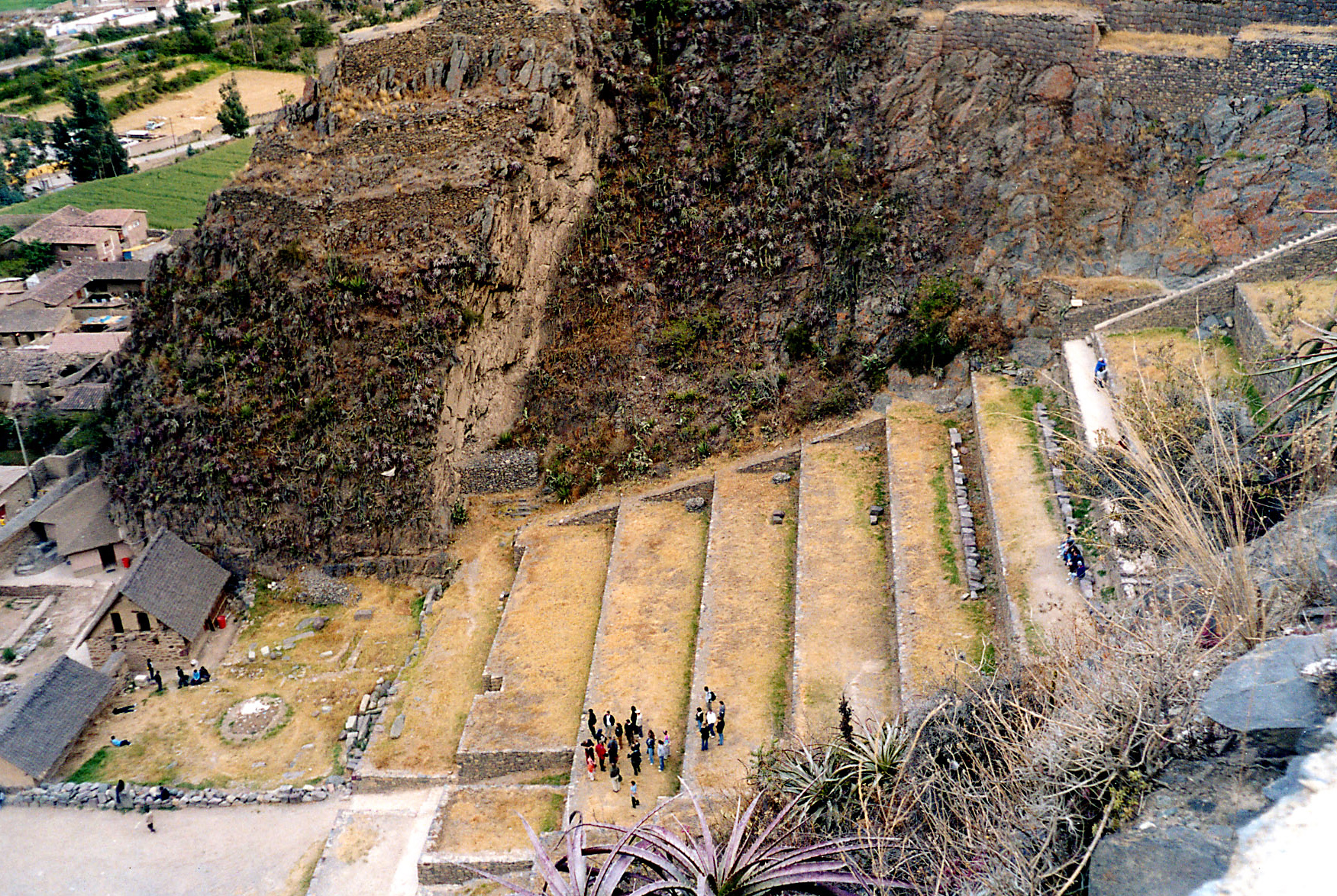
Odlingsterrasser.

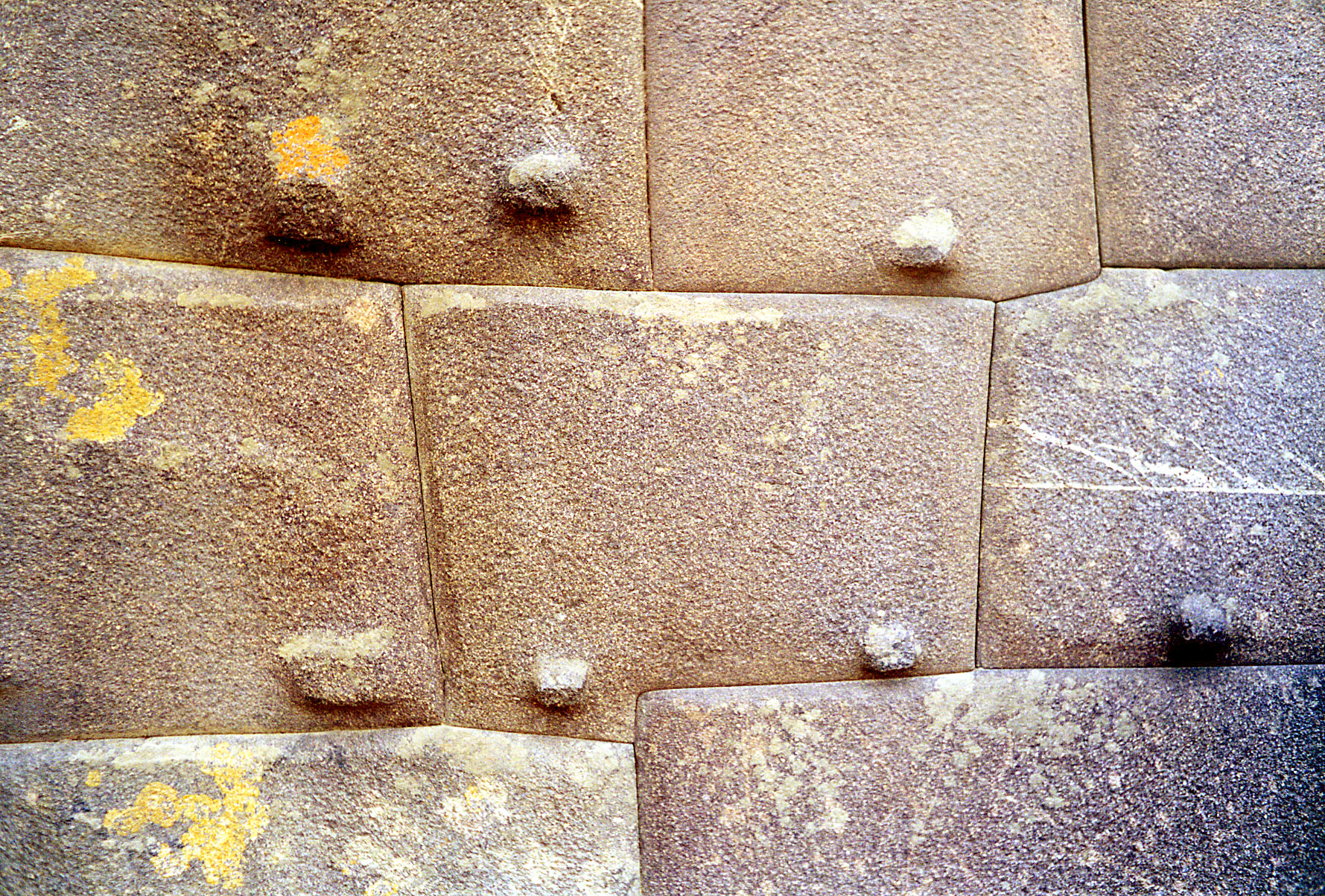
Symbolbärande protuberanser.

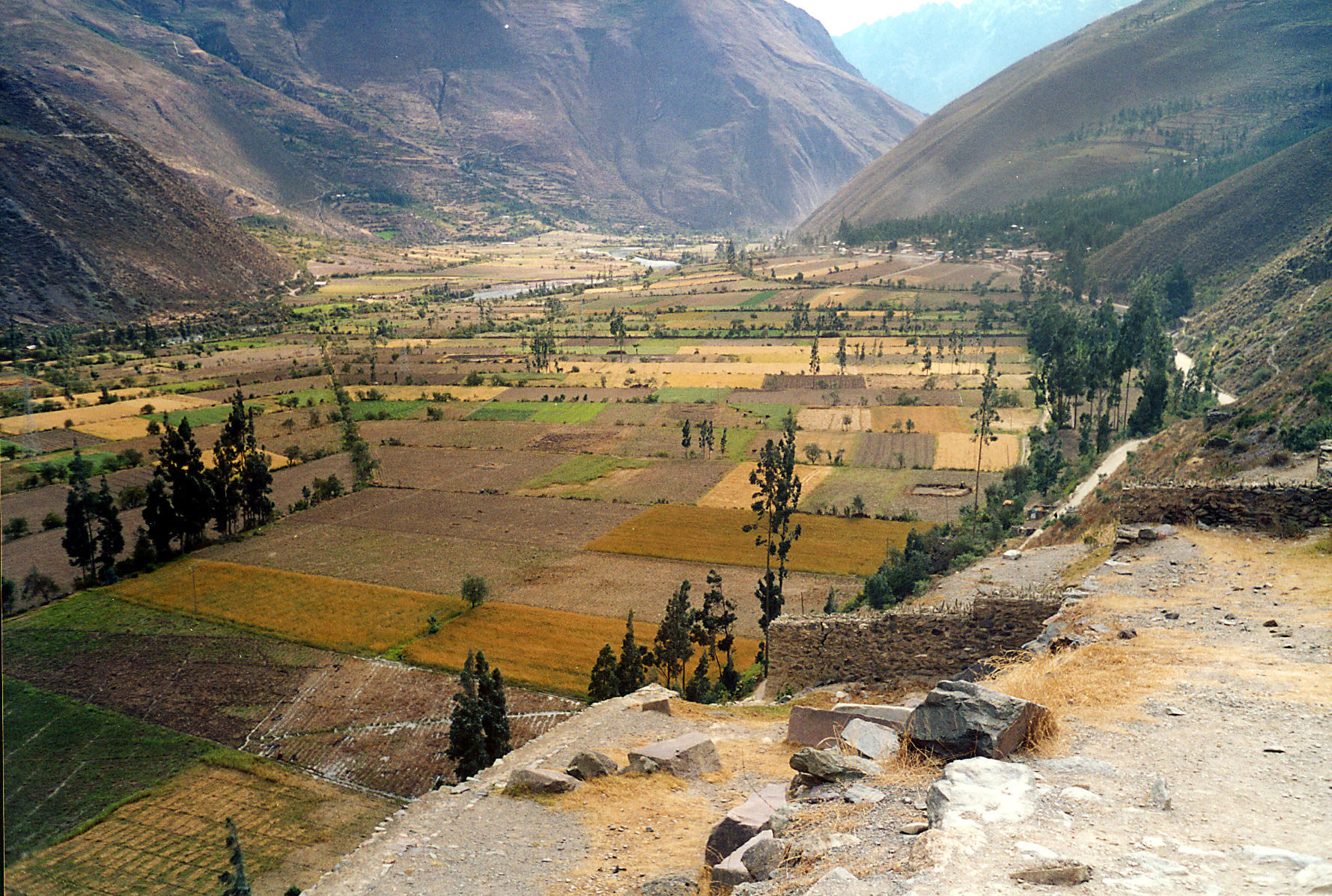
Stenarna hämtades från bergssidan till vänster och drogs sedan upp till befästningen. Lägg märke till odlingarnas geometriska form och lutningen ner mot floden.

Ollantaytambo är en stad och en arkeologisk fyndplats från Inkatiden i södra Peru. Staden ligger i departementet Cusco, ungefär 60 km nordväst om staden Cusco. Arkeologerna ser Ollantaytambo som det enda välbevarade exemplet på förcolumbiansk stadsplanering. Det är den enda staden från inkatiden i Peru som fortfarande är bebodd. I dess palatsliknande byggnader bor efterföljande till den högre samhällsklassen i Cusco.
Byggnaderna och gårdarna lika väl som de smala gränderna har sin ursprungliga form. De raka, trånga gatorna bildar i dag femton fyrkantiga kvarter, eller canchas, som har en öppning till en central gård som omges av hus. Ett antal vackra kolonialhus är konstruerade på välarbetade murar från inkatiden av mörk sten.
Den ursprungliga inkabebyggelsen bestod av ett administrativt och religiöst jordbruks- och militärkomplex.
Ollantaytambos befästning byggdes av inkafolket för att de skulle kunna skydda sig emot angrepp från de djungelindianer som var ett permanent hot emot imperiet.
Stenarna högst upp på befästningen som bildar Soltemplet är sex till antalet. De väger cirka 50 ton vardera och står tätt intill varandra. De utgör en vägg, men det finns inget "rum" bakom. Stensidorna är konstfullt utförda. Förmodligen lade inkaindianerna stor vikt vid att visa att man behärskade konsten att forma sten.
På några av stenarna i intilliggande murar finns små utbuktningar (protuberanser). De har sannolikt endast haft symbolisk betydelse. Enligt den peruanske historikern Víctor Angels kan det röra sig om en form av symbolspråk.[källa behövs] Även här är skarvarna mellan stenarna skickligt utförda.
Ollantaytambos befästning ligger på en trapetsformad kulle (på baksidan av terrasserna). Intrycket av detta försvinner dock när man står uppe på befästningen. Stenarna till konstruktionerna har hämtats från andra sidan dalen. Stenarna drogs med hjälp av rep och på tunna färska slanor, vilka lades längs med transportriktningen.

## Belägenhet
Ollantaytambo är beläget i distriktet med samma namn, i provinsen Urubamba, ungefär 60 km nordöst om staden Cusco, på en höjd av 2 792 m ö.h. i Urubambadalen.
Tågförbindelse finns mellan Cusco och Ollantaytambo. Från Ollantaytambo går tågen vidare till det kända turistmålet Machu Picchu.

## Etymologi
Ollantaytambo betyder ungefär Min härskares förråd.